# Mauro Fabi
Mauro Fabi (Roma, 23 settembre 1959) è un giornalista, scrittore e poeta italiano.

## Biografia
Giornalista professionista, laureato in Filosofia, Mauro Fabi  è direttore responsabile del quotidiano nazionale Conquiste del lavoro e del magazine  Via Po Cultura. Ha collaborato con L'Unità e le Monde diplomatique. Ha pubblicato i romanzi La meta di Luan (Mursia, 2000, Finalista Premio letterario Feronia città di Fiano 2001) e Il pontile (Nottetempo, 2006), dal quale la Scuola Holden ha tratto una sceneggiatura presentata al Salone del Libro di Torino. Le sue raccolte poetiche Il motore di vetro (Palomar, 2004) e Fiori in pericolo (Avagliano, 2007, finalista Premio Baghetta 2007) lo hanno imposto alla critica italiana. Una terza raccolta è stata pubblicata in Francia nel 2010, col titolo Le Domaine des morts, con una prima postfazione dell'autore e un'altra di Carlo Bordini, presso l'editore Alidades.  Nel 2012, sempre in Francia, è uscita la quarta raccolta poetica, Tous ces gens qui meurent, sempre presso le edizioni Alidades. È considerato dalla critica francese il maggior rappresentante insieme a Carlo Bordini e Andrea Di Consoli della poesia narrativa italiana. Ha partecipato, come rappresentante italiano, al festival internazionale di poesia organizzato dalla Maison de la poésie di Namur in Belgio. Nel maggio 2018, è uscito il terzo romanzo La cantina, presso l'editore Avagliano. Nell'ottobre 2018 ha pubblicato la sua quarta silloge poetica, Il privilegio di dover morire, Il Convivio Editore.

## Opere in italiano
- La meta di Luan (Mursia, 2000)
- Il motore di vetro (Palomar, 2004)
- Il pontile (Nottetempo, 2006)
- Fiori in pericolo (Avagliano, 2007)
- La cantina (Avagliano, 2018)
- Il privilegio di dover morire (Il Convivio Editore 2018)

## Opere tradotte in francese
- Le Domaine des morts, Alidades, Evian, 2010. Edizione bilingua. Traduzione francese di Olivier Favier. Postfazione di Carlo Bordini.
- Tous ces gens qui meurent, Alidades, Evian, 2012. Edizione bilingua. Traduzione francese di Olivier Favier.
- Olivier Favier, "La Poésie narrative italienne" suivi d'un choix de poèmes de Carlo Bordini, Mauro Fabi et Andrea di Consoli, Décharges n°139.
- Alcune poesie sono state pubblicate su Poezibao

| Controllo di autorità | VIAF (EN) 29181559 · ISNI (EN) 0000 0000 7988 4304 · SBN TO0V385046 · LCCN (EN) no2001050842 · BNF (FR) cb16212865t (data) |